# Arctoscelia onusta
Arctoscelia onusta är en fjärilsart som beskrevs av W. Warren 1897. Arctoscelia onusta ingår i släktet Arctoscelia och familjen mätare. Inga underarter finns listade i Catalogue of Life.